# Provincia di La Altagracia

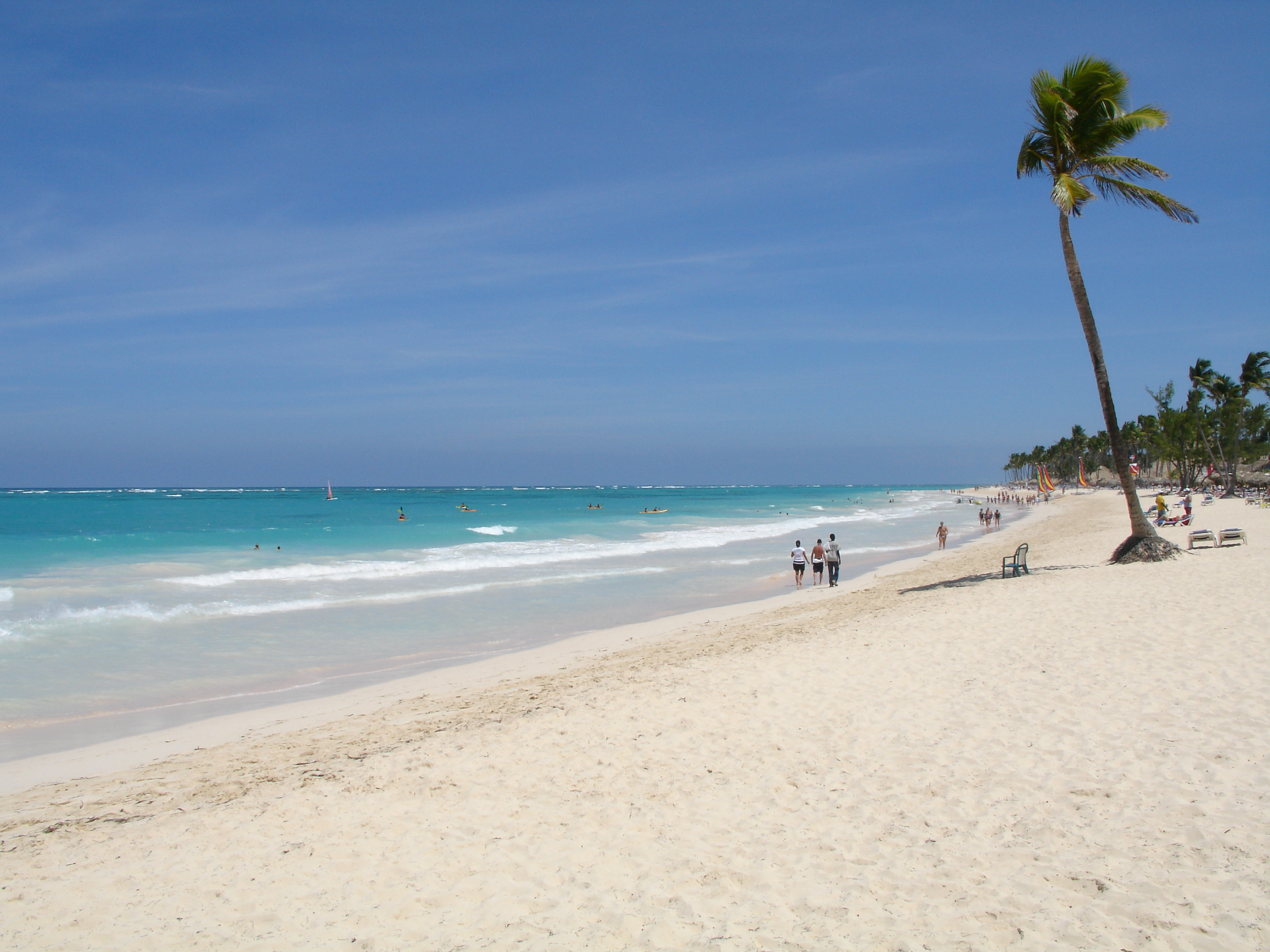
Playa Bavaro a Punta Cana.

La Altagracia è una delle 32 province della Repubblica Dominicana. Il suo capoluogo è Salvaleón de Higüey.

## Geografia antropica

### Suddivisioni amministrative
La provincia si suddivide in 2 comuni e 5 distretti municipali (distrito municipal - D.M.):
- Salvaleón de Higüey
- San Rafael del Yuma